# Bogdan Tanjević

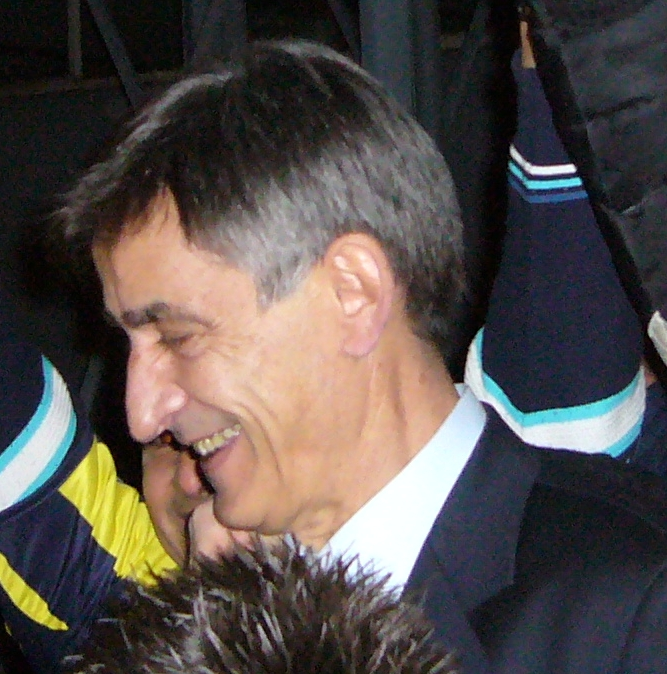
Bogdan Tanjević in november 2007

Bogdan Tanjević (Servisch: Богдан Тањевић) (Pljevlja, 13 februari 1947) is een Servische basketbalspeler en basketbalcoach.  Een van de grootste successen van Tanjević was het winnen van de EuroLeague met het Bosnische KK Bosna Sarajevo in 1979.
Tussen 1965 en 1971 speelde hij bij OKK Belgrado.

## Carrière als coach

### Clubniveau
- 1971-80 KK Bosna Sarajevo
- 1982-86 S.C. Juventus Caserta
- 1986-94 Pallacanestro Trieste
- 1994-96 Olimpia Milano
- 1996-97 CSP Limoges
- 2000-01 KK Budućnost Podgorica
- 2001-02 Asvel Villeurbanne
- 2002-04 Virtus Bologna
- 2007-10 Fenerbahçe Ülker

### Nationale teams
- 1977-81 Joegoslavië (assistent-coach)
- 1981-81 Joegoslavië (coach)
- 1997-00 Italië
- 2004-10 Turkije
- 2012-13 Turkije
- 2015-17 Montenegro